# PRISMIC
』是YUKI在乐队解散以后第一张专辑。2002年3月27日由EPIC Records Japan发行。

## 简介
- 经历了 JUDY AND MARY 和 Mean Machine 之后的单飞时期的第一张专辑。以单曲「the end of shite」出道后不到两个月的时间内发行。
- 由Carole King、Andy Sturmer（原Jellyfish乐队）等参与制作。

## 收录曲
1. 眠り姫（4:02）
  - 作詞・作曲：YUKI／編曲：YUKI、日暮愛葉
2. the end of shite（2:41）
  - 作詞・作曲・編曲：日暮愛葉
  - 第一张单曲。
3. 66db（6:05）
  - 作詞・作曲：YUKI／編曲：YUKI、湯浅篤
  - 之后从专辑剪切出来成为第三张单曲。
4. サヨナラダンス（3:45）
  - 作詞：YUKI／作曲：Carole King、Toni Stern／編曲：YUKI、會田茂一
5. 惑星に乗れ（5:16）
  - 作詞：YUKI／作曲：太田朝子／編曲：ミト
6. Rainbow st.（4:26）
  - 作詞・作曲・編曲：YUKI、DON
  - 2012年发行的精选专辑『POWERS OF TEN』收录了另一版本。
7. I U Mee Him（2:53）
  - 作詞・作曲・編曲：日暮愛葉
8. 忘れる唄（5:39）
  - 作詞・作曲：YUKI／編曲：YUKI、Russell Simins
9. 愛に生きて（4:31）
  - 作詞・作曲・編曲：YUKI
  - 由Spitz担任演奏。
10. プリズム（3:54）
  - 作詞：YUKI／作曲：Andy Sturmer／編曲：Andy Sturmer、John Fields
  - 第二张单曲。
11. ふるえて眠れ（3:45）
  - 作詞・作曲：YUKI／編曲：亀田誠治
12. 呪い（7:03）
  - 作詞・作曲：YUKI／編曲：YUKI、會田茂一

## 参与的音乐人
- 亀田誠治
- スピッツ
- 會田茂一&GREAT2
- 茂木欣一
- ズボンズ
- RUSSELL SIMINS（from THE JON SPENCERS BLUES EXPLOSION）
- 大野由美子（Buffalo Daughter）
- ミト（Clammbon）
- 日暮愛葉
- ANDY STURMER（ex JELLYFISH）
- ASA-CHANG